# Hestercombe Gardens

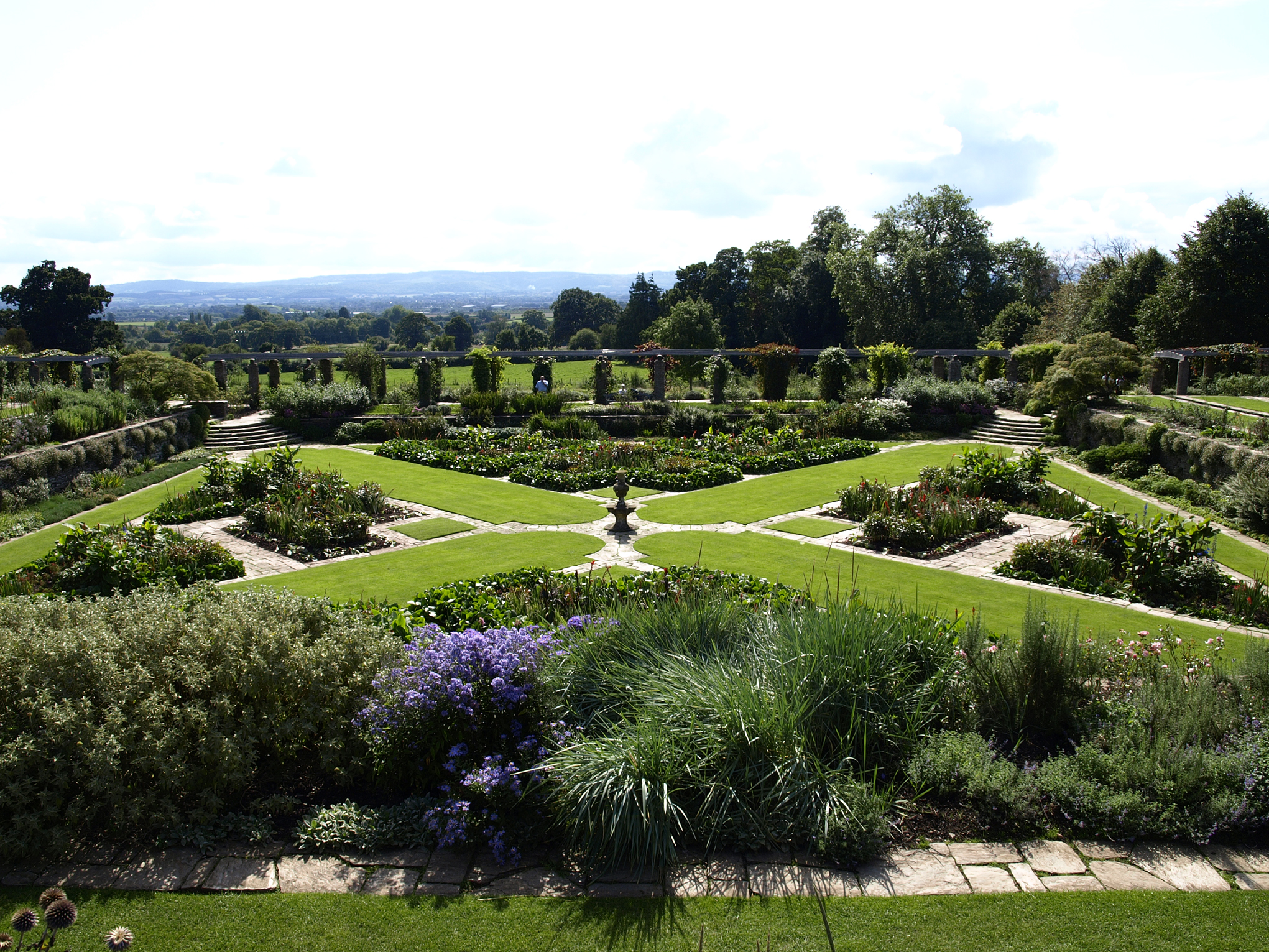
Hestercombe Gardens: Blick von der Südterrasse; The Great Plat, die große Pergola und das Taunton-Tal im Hintergrund

Hestercombe Gardens ist eine zum Hestercombe House gehörende Gartenanlage in der südwestenglischen Grafschaft Somerset. Die gesamte Gartenanlage umfasst drei einzelne Gärten aus unterschiedlichen Stilepochen. Überregionale Bedeutung hat der edwardianische Garten von Anfang des 20. Jahrhunderts, das erste gemeinsame Werk der Gärtnerin und Künstlerin Gertrude Jekyll und des Architekten Edwin Lutyens. Hestercombe Gardens zählt heute zu den wichtigsten denkmalgeschützten Gärten des 20. Jahrhunderts und befindet sich im Besitz des Hestercombe Garden Trusts.

## Lage
Hestercombe Gardens liegt nahe der englischen Ortschaft Cheddon Fitzpaine und nördlich der Stadt Taunton im Taunton Deane der englischen Grafschaft Somerset. Haus und Garten sind von den Quantock Hills umgeben. Das Gelände fällt nach Süden hin leicht ab und gibt den weitläufigen Blick in das Taunton-Tal und zu den Blackdown Hills frei.

## Geschichte

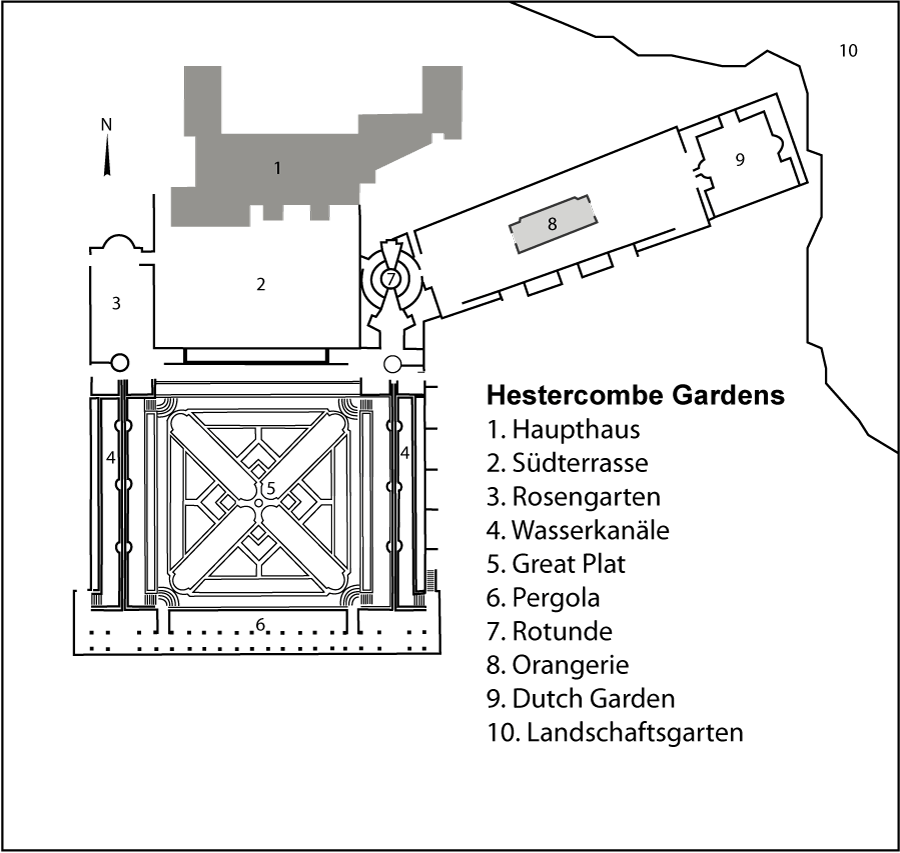
Grundriss von Hestercombe House & Gardens

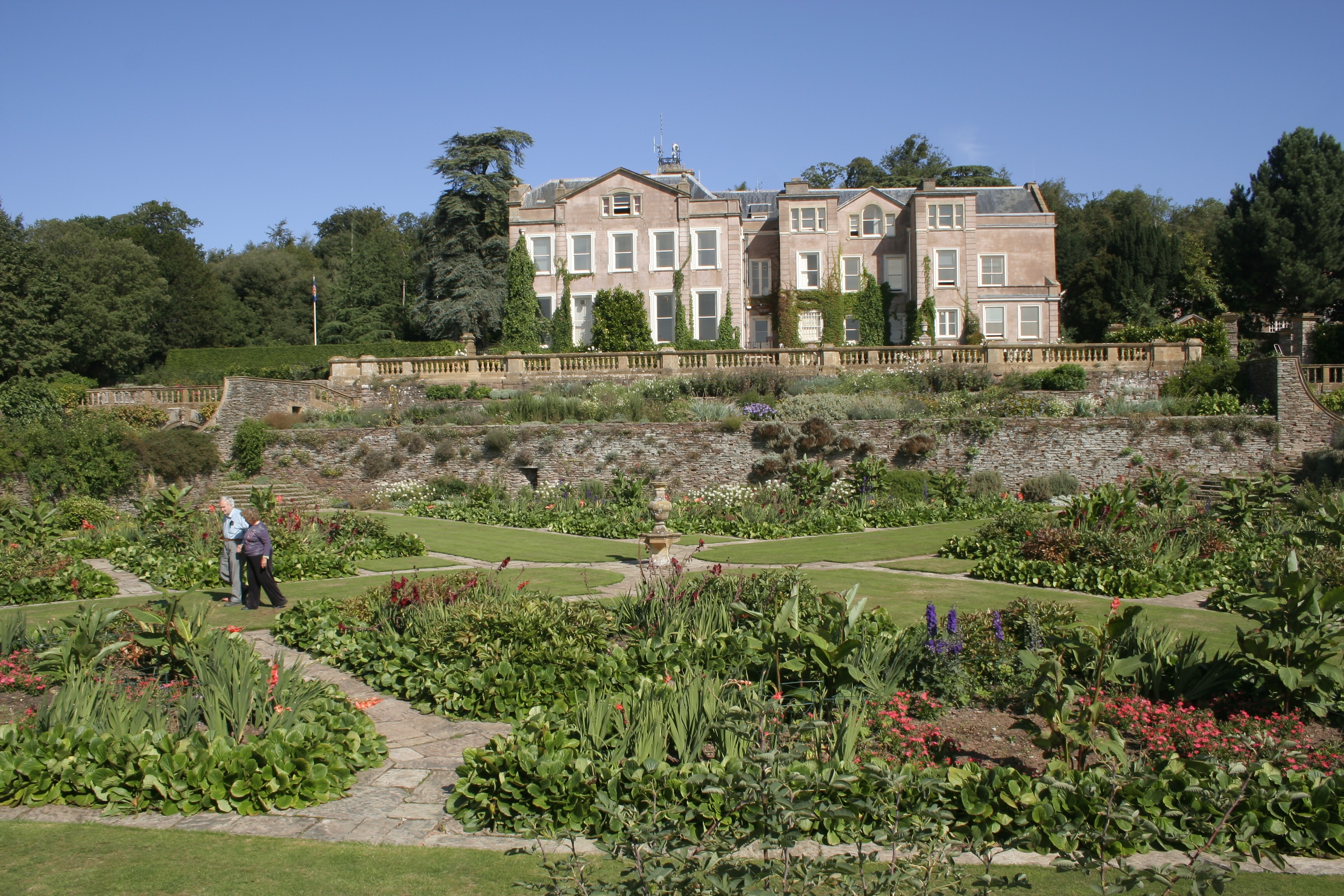
Hestercombe House and Gardens – Blick von der Pergola

Im 16. Jahrhundert wurde auf dem heutigen Gelände von Hestercombe Gardens erstmals ein Landhaus für die englische Familie von Richard Warre gebaut. Dessen Sohn war ein Schwiegersohn des einflussreichen englischen Lordrichters John Popham. Im 18. Jahrhundert befanden sich das Landhaus und die umliegenden Ländereien in Besitz von Coplestone Warre Bampfylde (1720–1791), ein Freund Henry Hoares. Das Landhaus wurde vergrößert und unter Bampflydes Anleitung wurde ein georgianischer Landschaftsgarten angelegt. 1873 ging das Anwesen in den Besitz von Edward Portman, 1. Viscount Portman, über. Auch dieser veranlasste größere Veränderungen an Haus und Garten, die zwischen 1873 und 1878 durchgeführt wurden. Dabei bekam das Hauptgebäude seine heutige Gestalt in vornehmlich viktorianischem Stil. E.W.B. Portman, ältester Sohn des 2. Viscount Portman, bekam das Anwesen als Hochzeitsgeschenk von seinem Großvater übereignet. Er gab bei Gertrud Jekyll und Edward Lutyens die bauliche und gärtnerische Neugestaltung des Gartens vor dem Haus und seitlich davon in Auftrag. Diese wurde von 1904 bis 1909 durchgeführt.
Haus und Gartenanlage waren bis 1944 in Besitz der Familie Portman. Im Zweiten Weltkrieg nutzte die Britische Armee das Gebäude. Hier befand sich ein Teil des Hauptquartiers des 8th Korps, dessen Aufgabe die Verteidigung von Somerset, Devon, Cornwall und Bristol war. Im Rahmen der Vorbereitung der Invasion der Normandie wurde hier zusätzlich das 398th General Service Engineer Regiment stationiert und nach dem D-Day ein amerikanisches Hospital aufgebaut. 1951 gingen Haus und Ländereien in Besitz des Somerset County Council über. Diese nutzte das Gebäude für administrative Zwecke und – bis heute – als Hauptquartier des Somerset Fire and Rescue Service. Mittlerweile ist die gesamte Anlage in den Besitz des Hestercombe Garden Trusts übergegangen, deren Pächter das Somerset County Council nun ist.
In den 1970er Jahren kam es zu einer aufwendigen Restaurierung von Haus und Gartenanlage, die beide zu diesem Zeitpunkt in einem ruinösen Zustand waren. Die Restaurierung der Staudenbeete konnte aufgrund deren Komplexität nicht original nach Jekylls Bepflanzungsplänen erfolgen, wurde aber in vereinfachter Form und im Stil Jekylls durchgeführt.
1992 wurde der zwischenzeitlich in Vergessenheit geratene Landschaftsgarten des 18. Jahrhunderts wiederentdeckt, freigelegt und nach Originalabbildungen restauriert. Zu Beginn des 21. Jahrhunderts wurde zusätzlich ein Teil des Gebiets als „Biological Site of Special Scientific Interest“ ausgewiesen, da hier eine seltene Fledermausart (Kleine Hufeisennase, Rhinolophus hipposideros) lebt.

## Der georgianische Landschaftsgarten

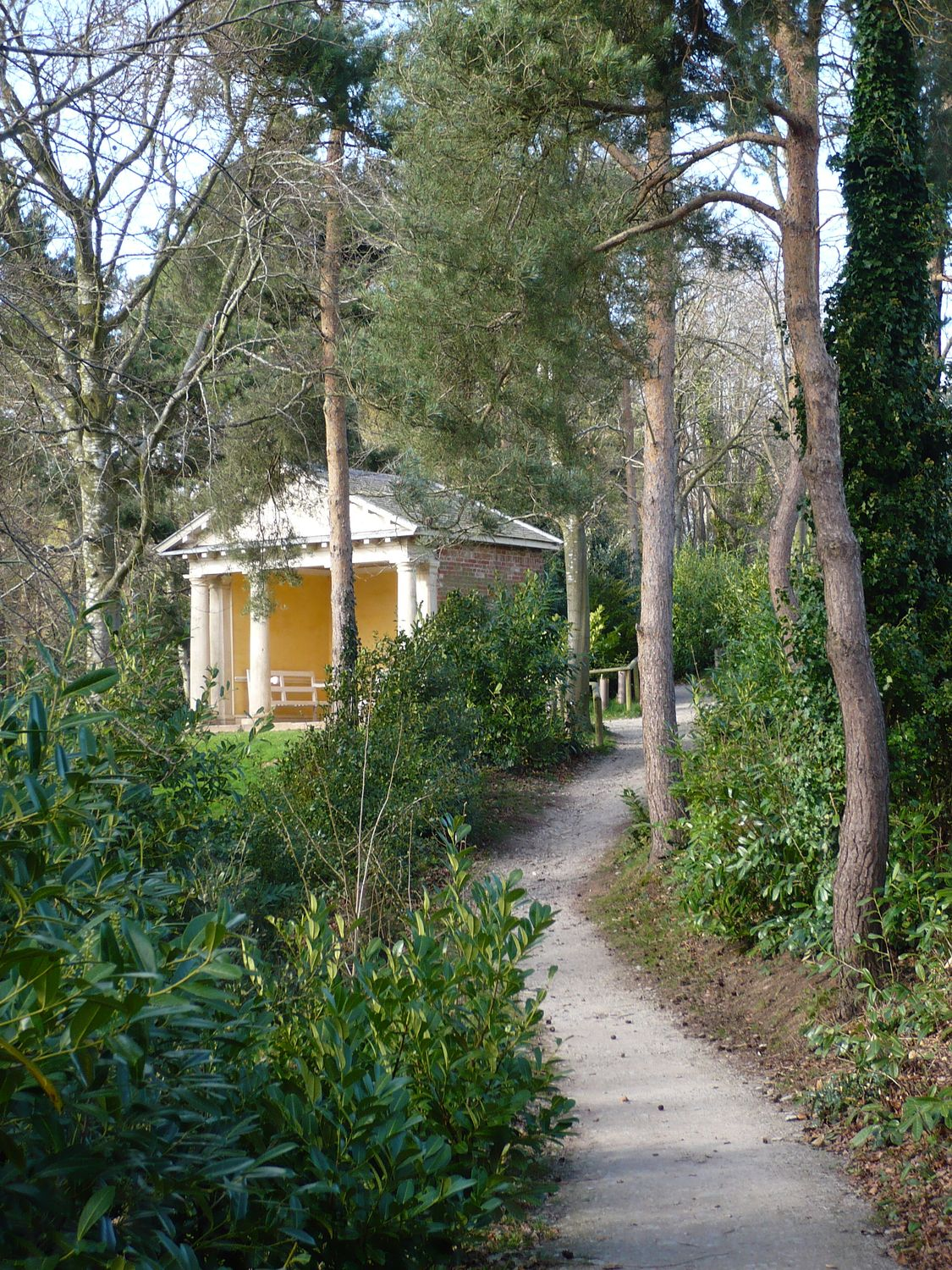
Rekonstruierter Tempel im englischen Landschaftsgarten

Der englische Landschaftsgarten aus der 2. Hälfte des 18. Jahrhunderts stellt den ältesten Garten der Hestercombe Gardens dar. Er wurde im Zeitraum 1750 bis 1786 von dem damaligen Besitzer des Anwesens, Coplestone Warre Bampfylde, angelegt. Der etwas mehr als 16 Hektar große georgianische Landschaftspark liegt in einem Tal nördlich des Herrenhauses. Inspiration des von Bampfylde selbst entworfenen Landschaftsgartens war der damals sehr moderne „arkadische Stil“. Pflanzen waren als Zierobjekte in diesen so gestalteten Gartenanlagen eher weniger wichtig und spielten keine große Rolle als eigenständiges Gestaltungselement. Vielmehr sollten Bäume und Büsche im Zusammenspiel mit der umgebenden Landschaft Stimmungen und Ausblicke schaffen. Bestandteile des Landschaftsgartens waren ein Kaskadenwasserfall, Sitzgelegenheiten an landschaftlich und perspektivisch herausragenden Stellen, ein kleiner Tempel sowie künstliche Ruinen eines Tempels im griechischen Stil und ein Mausoleum.
Der Landschaftsgarten wurde später vernachlässigt und geriet spätestens Ende des 19. Jahrhunderts vollkommen in Vergessenheit. 1992 wurde er wiederentdeckt und freigelegt. Die relativ hohen Kosten bei der Restaurierung entstanden vor allem bei der Wiederherstellung der Bauwerke. Hierzu wurden auch Gelder aus der National Lottery verwendet. Die von Bampfylde, der Maler war, angefertigten und erhaltenen Aquarelle seines Landschaftsgartens lieferten zur originalgetreuen Wiederherstellung wertvolle Hinweise.
Als Landschaftsgarten des 18. Jahrhunderts war die Anlage allerdings eher unbedeutend. Sie ist keinesfalls mit zeitgleich entstandenen Landschaftsgärten wie beispielsweise dem nahe liegenden Stourhead zu vergleichen.

## Der Viktorianische Garten
Der Viktorianische Garten (die so genannte victorian terrace oder Südterrasse) liegt vor dem Herrenhaus und oberhalb der Great Plat. Wahrscheinlich ließ der erste Viscount Portman diesen Garten zwischen 1873 und 1878 von dem Architekten Henry Hall anlegen, als er größere Veränderungen an dem Haus in Auftrag gab. Von der Terrasse aus blickt man über den formalen Garten in das Taunton-Tal. Eingerahmt wird der Viktorianische Garten von einem Rosengarten (westlich) und der Rotunde (östlich).
Lutyens und Jekyll fügten der Südterrasse noch den so genannten Grey walk hinzu. Hierbei handelt es sich um eine dicht bepflanzte, sich über die ganze Länge des Gebäudes hinwegziehende Staudenrabatte. Verwendet wurden dabei Duftstauden in blau-silberweißen Farben wie Lavendel, Rosmarin, Katzenminze oder Schleierkraut.

## Der edwardianische formale Garten

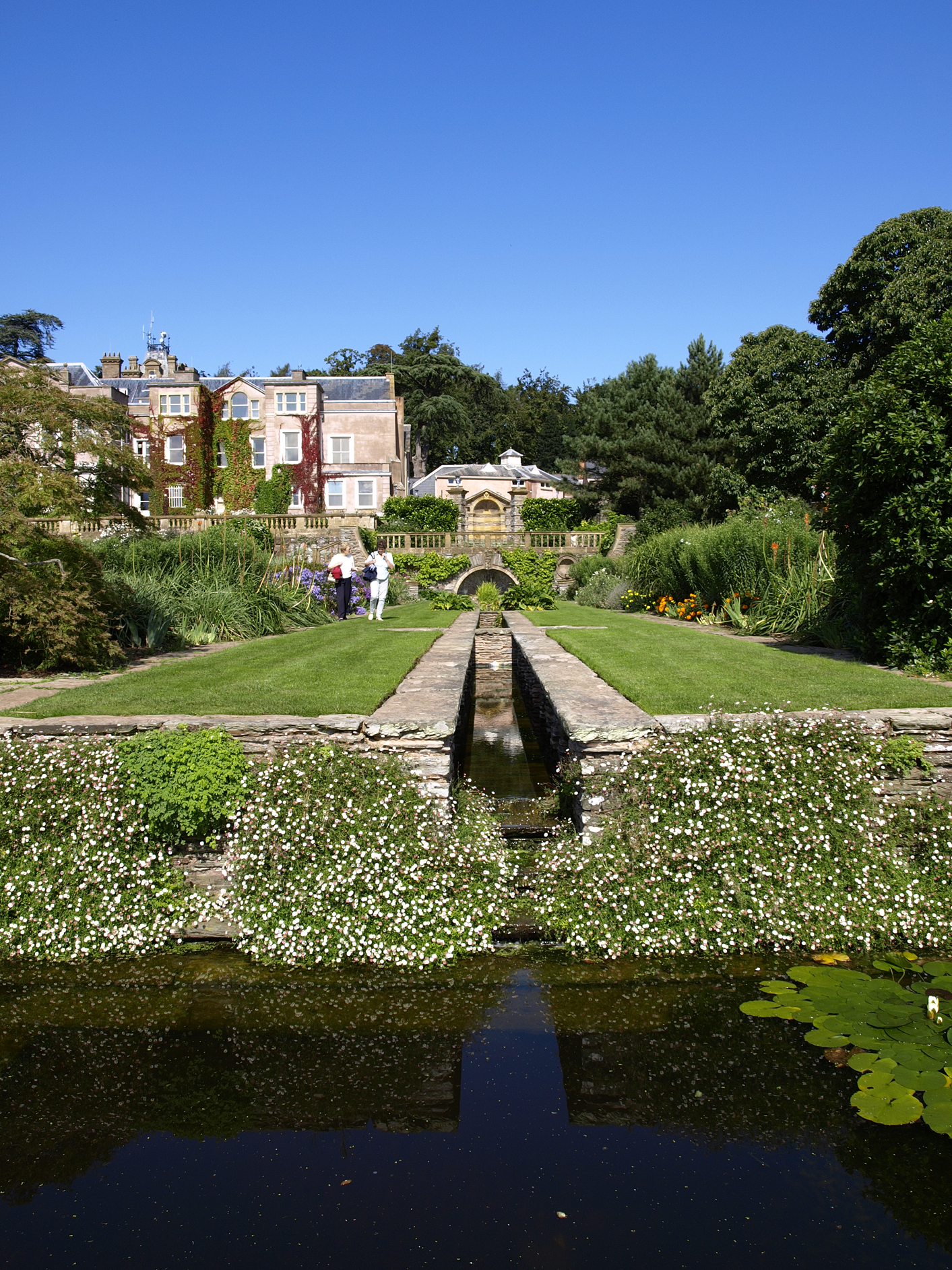
Östliche Seitenterrasse, im Hintergrund Hestercombe House und die Rotunde

Edward Lutyens bekam 1903 den Auftrag, einen formalen Garten für Hestercombe House zu gestalten. Lutyens’ erste Aufgabe bei der Erstellung des Gestaltungskonzeptes für das circa 1,5 Hektar große Gelände war die Berücksichtigung des Hauses selbst. Es handelte sich damals um einen viktorianischen Bau, der als äußerst unattraktiv und wenig elegant galt. Vor der Hausfront fiel das Gelände sanft nach Süden ab und gab einen unverstellten Blick in das Taunton-Tal frei. Deshalb plante er das Zentrum des Gartens südlich und damit in Front des Vorderhauses. Die Aufmerksamkeit des Besuchers sollte damit weg vom Haus zum Zentrum der Anlage gelenkt werden. Darüber hinaus fiel der Blick dann in die sich weithin erstreckende Landschaft Ostdevons über den Tornton Dean bis zu den Blackdown Hills. Weitere Teile der neuen formalen Anlage zogen sich zusätzlich diagonal östlich des Hauses hin.
Lutyens arbeitete insgesamt fünf Jahre an dem formalen Garten. In dieser Zeit hatte er die Gesamtplanung als Architekt inne und war zusätzlich für die Planung architektonischer Details wie der Verwendung der Baustoffe oder der Gestaltung der Wasseranlagen, der Orangerie oder der Schmuck- und Nutzelemente des Gartens zuständig. Seine Mitarbeiterin in gartenbaulichen Fragen war, wie bereits bei früheren gemeinsamen Projekten, Gertrude Jekyll. Sie entwarf die Bepflanzungspläne der Rabatten und Beete und stimmte die Pflanzen auf die jeweils vorhandenen baulichen Gegebenheiten ab.

### The Great Plat– Zentrum des edwardianischen Gartens

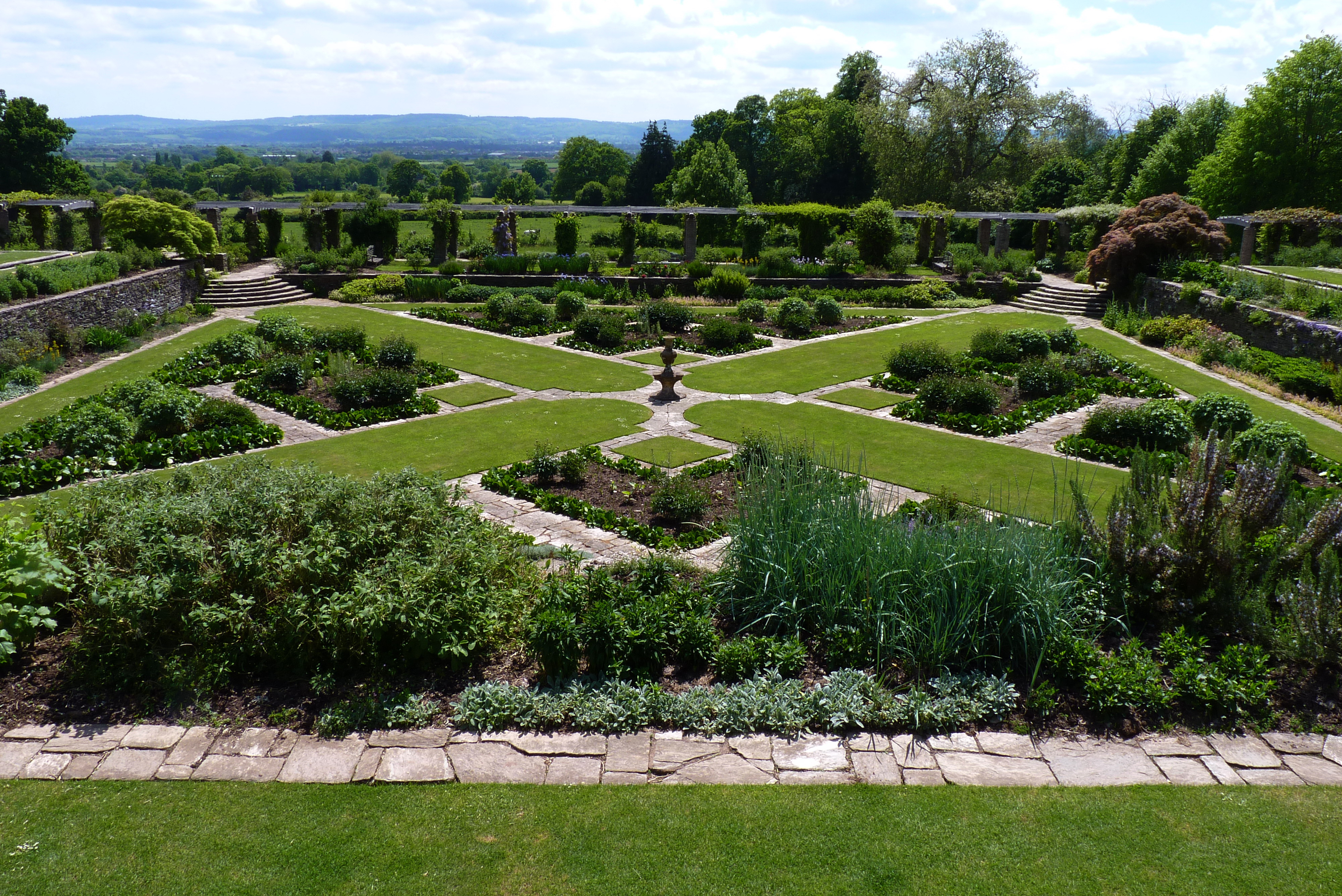
The Great Plat mit der großen Pergola im Hintergrund

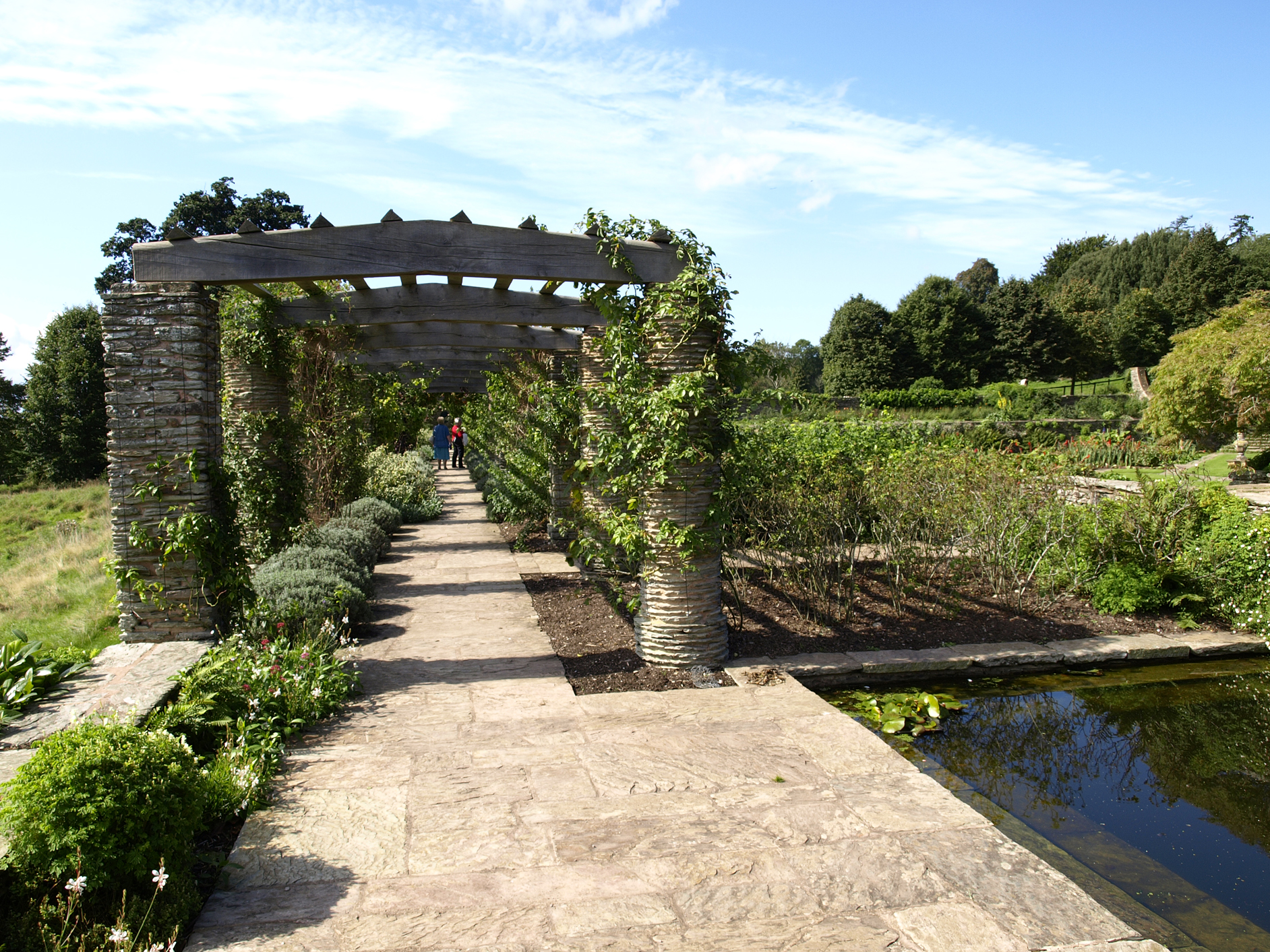
Die große Pergola – südlicher Abschluss des formalen Gartens

Mittelpunkt des zentralen Gartenteils ist The Great Plat, ein Parterre aus Rasenflächen und Blumenbeeten. Hierbei bediente sich Lutyens der Stilmittel von Gartenanlagen der Tudor-Zeit sowie italienischer Renaissancegärten. Es handelt sich hierbei um einen so genannten sunken garden, also ein großes abgesenktes Parterre mit Rasen und Bepflanzung sowie einer abschließenden Pergola am südlichen Ende.
Der Parterregarten liegt unterhalb des Hauses und ist quadratisch angelegt. Bindeglied zu dem höher liegenden Haus ist an der Nordseite eine abgrenzende Mauer aus Bruchsteinen. Ein direkter Zugang zu dem Haus mit seiner davor liegenden horizontal verlaufenden Doppelrabatte und dem dazwischen liegenden Rasenweg war in der Planung nicht vorgesehen.
Die relativ große Fläche der Great Plat wurde von Lutyens vor allem durch ein diagonal verlaufendes Wegekreuz geometrisch gegliedert und aufgelockert. Das Wegekreuz besteht aus im Gras verlaufenden Steinbändern, die mit Schiefer eingefasst sind und die vier breiten Rasenwege begrenzen. Am Ende jedes Weges wurde ein jeweils viertelkreisförmiger Treppenaufgang angelegt. Das Parterre ist auf drei Seiten von massiven Bruchsteinmauern aus gebrochenen Schieferplatten eingefasst, die ebenfalls bepflanzt sind.
Die Fläche des Great Plat ist in vier dreieckige Beete unterteilt, deren Ränder Natursteinplatten und Bänder aus gepflanzten Bergenia cordifolia bilden. Hier ließ sich Lutyens vom Konzept der parterre de pièces coupées pour des fleurs und der parterre à l'angloise inspirieren. Das bedeutet, dass die Blumenrabatten nicht zwischen Kies, sondern zwischen Rasen und Pflaster liegen und, entgegen den Konzepten der Renaissance- und Barockgärten, mit natürlichen Einfassungen aus Pflanzenbändern eingefasst sind. Gemeinsame Elemente bei der Planung der einzelnen Beete von Jekyll sind die Doppelrabatten und die Bepflanzung der Stützmauern.
Über die gesamte Länge der Südseite der Great Plat (72 m) setzte Lutyens eine niedrige Mauer mit einer abschließenden Pergola. Diese dient sowohl als Abschluss der Terrasse nach Süden hin, durch ihre Bauweise aber auch gleichzeitig als transparentes Bindeglied des Gartens zur jenseitigen Landschaft. Gleichzeitig verbindet sie auch die beiden Wasserbecken der seitlich an das Mittelparterre anliegenden Terrassen. In der Pergola wechseln sich runde und eckig geformte Säulen ab, die aus Bruchsteinen regionaler Herkunft aufgeschichtet sind. Die Pergola ist üppig mit verschiedenen Kletterpflanzen wie Kletterrosen, Waldreben, Glyzinen, Geißblatt oder Weinreben bewachsen.
Pflanzpläne von Jekyll zeigen, dass sie bei den Pflanzungen verschiedene vertikale Akzente setzte, um der Tiefe des abgesenkten Parterres entgegenzuwirken. So sorgten beispielsweise Solitärpflanzungen mit hohen Grasstauden für eine visuelle Annäherung der Great Plat an die drei höher liegenden Gartenseiten.

### Seitliche Terrassen

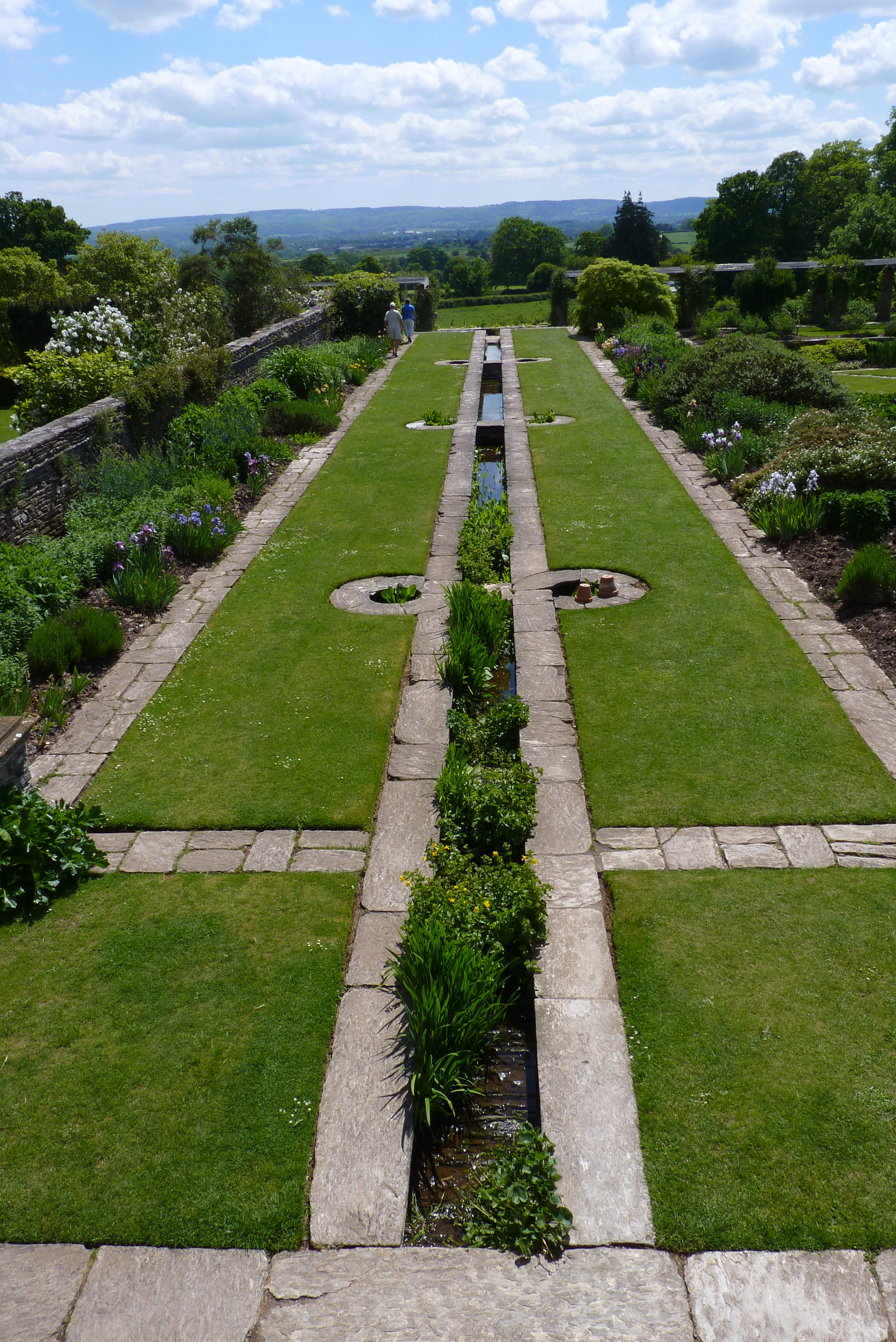
Wasserkanal

Jeweils seitlich des Great Plat liegen zwei höher gelegene Gartenterrassen. Sie rahmen von beiden Seiten den zentralen Gartenbereich ein und verbinden die nördlich liegende Gebäudepartie mit der Pergola am südlichen Ende des Gartens. Über die gesamte Länge der Seitenterrassen von 43 m laufen jeweils von Nord nach Süd zwei kleine gemauerter Wasserkanäle, die von Rasenflächen und Pflanzbeeten umgeben sind. In regelmäßigen Abständen weist die Ummauerung der Kanäle insgesamt je drei kreisförmige Schlaufen auf. Gespeist werden die Wasserkanäle von zwei runden grottenförmigen Nischenbrunnen an den nördlichen Terrassenenden. Beide Wasserkanäle enden in rechteckigen Seerosenteichen kurz vor der quer verlaufenden Pergola und sind üppig mit verschiedenen Wasser- und Sumpfpflanzen bepflanzt. Verwendet wurden hierbei beispielsweise Schwertlilien, Calla, Froschlöffel oder Pfeilkraut.
Während die westliche Seitenterrasse unterhalb des vor dem Haus liegenden Viktorianischen Garten endet, endet die östliche Seitenterrasse unterhalb der Rotunde, welche die unterhalb des Hauses liegenden Gartenpartien mit der östlich des Haupthauses liegenden Orangerie und dem Dutch Garden verbindet.
Bei dem zentralen Gartenelement, den teils kreisförmig verschlungenen Wasserkanälen, ließ sich Gertrud Jekyll von dem Muster alter Handarbeiten inspirieren. Zudem sind deutliche italienische und maurisch-islamische Einflüsse erkennbar.

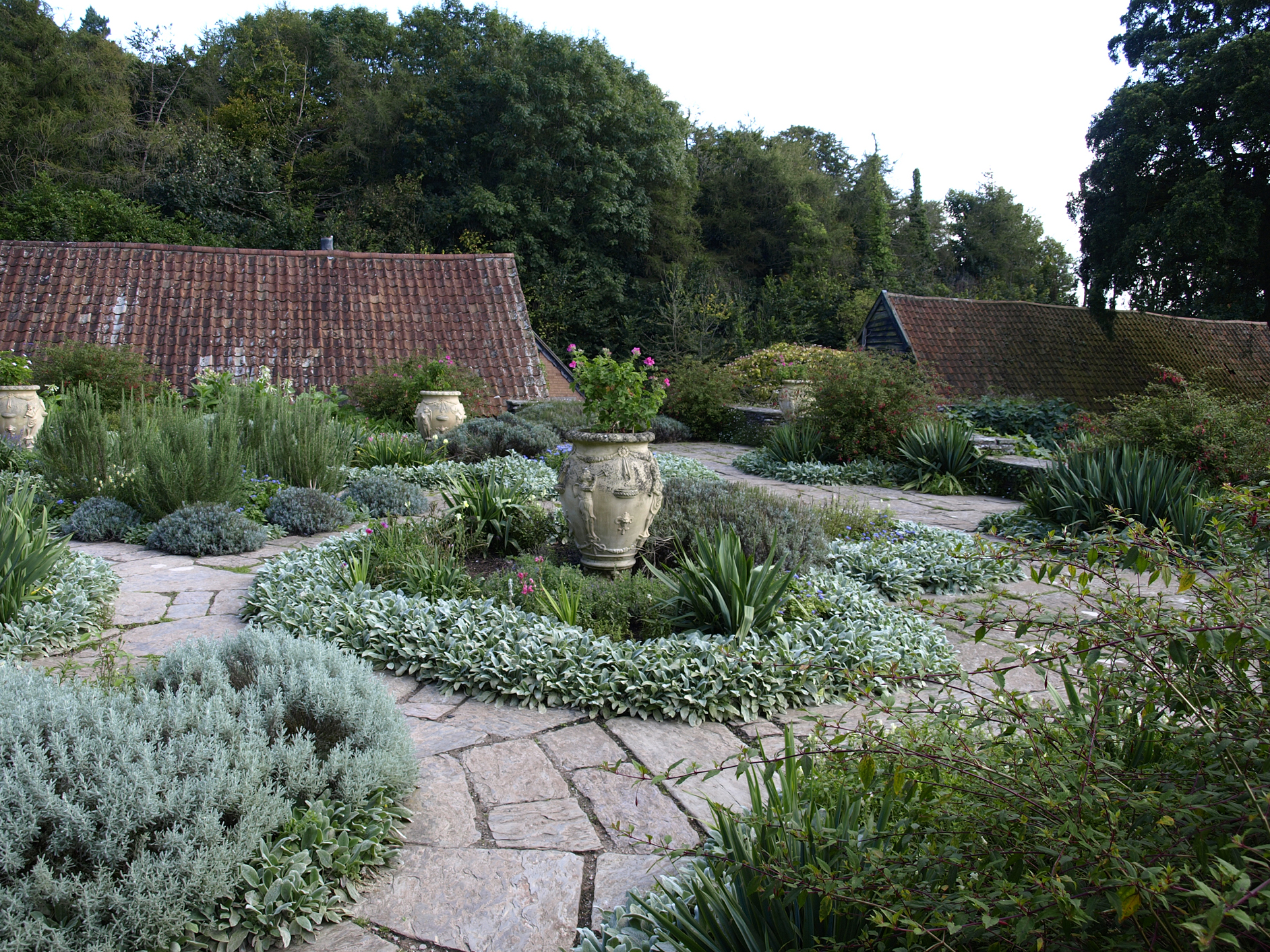
Der „Dutch Garden“ im östlichen Gartenteil

### Östlicher Gartenteil
Der sich östlich abschließende Gartenteil besteht im Wesentlichen aus drei Teilen: der Rotunde, einer rechteckigen Orangerie in der Mitte und dem so genannten Dutch Garden als Abschluss. Der Gesamtkomplex folgt dabei dem an der östlichen Seite zurückweichenden Haupthaus und hat somit eine leicht nordöstliche Ausrichtung.
Die Rotunde ist das Verbindungsstück einerseits zu der östlich liegenden Seitenterrasse und grenzt anderseits direkt an die victorian terrace, dem Viktorianischen Garten auf der Südterrasse vor der Hauptfront des Hauses. Die Rotunde ist ein runder Hof mit einem zentralen kreisrunden Wasserbecken. Der Hof ist von mannshohen Mauern aus Bruchsteinen umgeben, in die Nischen eingelassen sind. Die sich anschließende Orangerie sollte der Familie als privater Rückzugsraum dienen. Lutyens entwarf sie im Baustil des Christopher Wren und umgab sie mit geometrischen Rasenpaneelen. Der Dutch Garden ist quadratisch angelegt und weist vier polygonale Hauptstaudenbeete sowie zahlreiche weitere, kreisförmige, quadratische oder polygonale Pflanzbeete auf. Von Lutyens selbst entworfene Schmuckelemente wie beispielsweise Schmuckkübel oder Vasen werten diese auf.
Die Staudenbeete des Dutch Gardens sind überwiegend mit weiß-silberfarbigen Pflanzen bepflanzt. Große weißblühende Yucca gloriosa als gruppenweise eingesetzte Vertikalelemente wechseln sich mit lilafarben blühenden Zwerglavendel (Lavandula), Katzenminze (Nepeta) oder silbrigfarbenen Zieste (Stachys), Santolina oder Rosmarin ab. Farbig abgehoben davon sind die ebenfalls verwendeten China-Rosen oder Fuchsien (Fuchsia magellanica).

## Pflanzpläne und -konzepte
Die von Gertrud Jekyll entworfenen Pflanzpläne für den formalen Garten der Hestercombe Gardens waren äußerst komplex und umfassten eine Vielzahl von genau aufeinander abgestimmte Staudenarten und -sorten sowie Sommerflorpflanzen. Dazu benutzte und mischte sie einheimische Kulturpflanzen mit einfachen Wildkräutern und exotischen Pflanzen aus anderen Kontinenten. Oft kombinierte sie Blüten- mit Blattpflanzen um die Farbwirkung der Blüten durch geeignete, farblich kontrastierende Blattfarben noch mehr hervorzuheben.
Die vorgenommene Bepflanzung hatte in Hestercombe Gardens sowohl einen verstärkenden wie auch abmildernden Effekt in Bezug auf die Architektur. Gertrud Jekyll nutzte die strenge Ordnung und Gesetzmäßigkeit der architektonischen Elemente quasi als Rahmen für ihre „Pflanzenbilder“, ihre Stauden- und Florrabatten.
Als ausgebildete Malerin brachte sie in die Pflanzenarrangements eigene impressionistische Einflüsse und Sehweisen in die farbliche Komposition der Pflanzen. Auch ist bekannt, dass sich Jekyll im Umgang mit Farben und Farbschattierungen gerne von dem bekannten englischen Landschaftsmaler William Turner inspirieren ließ, dessen Arbeiten sie während ihrer Studienjahre in der National Gallery in London kopierte.
Die für den formalen Garten entworfenen Pflanzpläne waren allerdings auf Dauer nicht realisierbar – zu groß war der gärtnerische Aufwand gewesen. Auch bei der Wiederherstellung des formalen Gartens ab 1973 wurden die Stauden- und Sommerflorbeete nicht mehr exakt nachgepflanzt, sondern nur in vereinfachter Anlehnung an Jekylls Originalpläne rekonstruiert.

## Gartenarchitektur

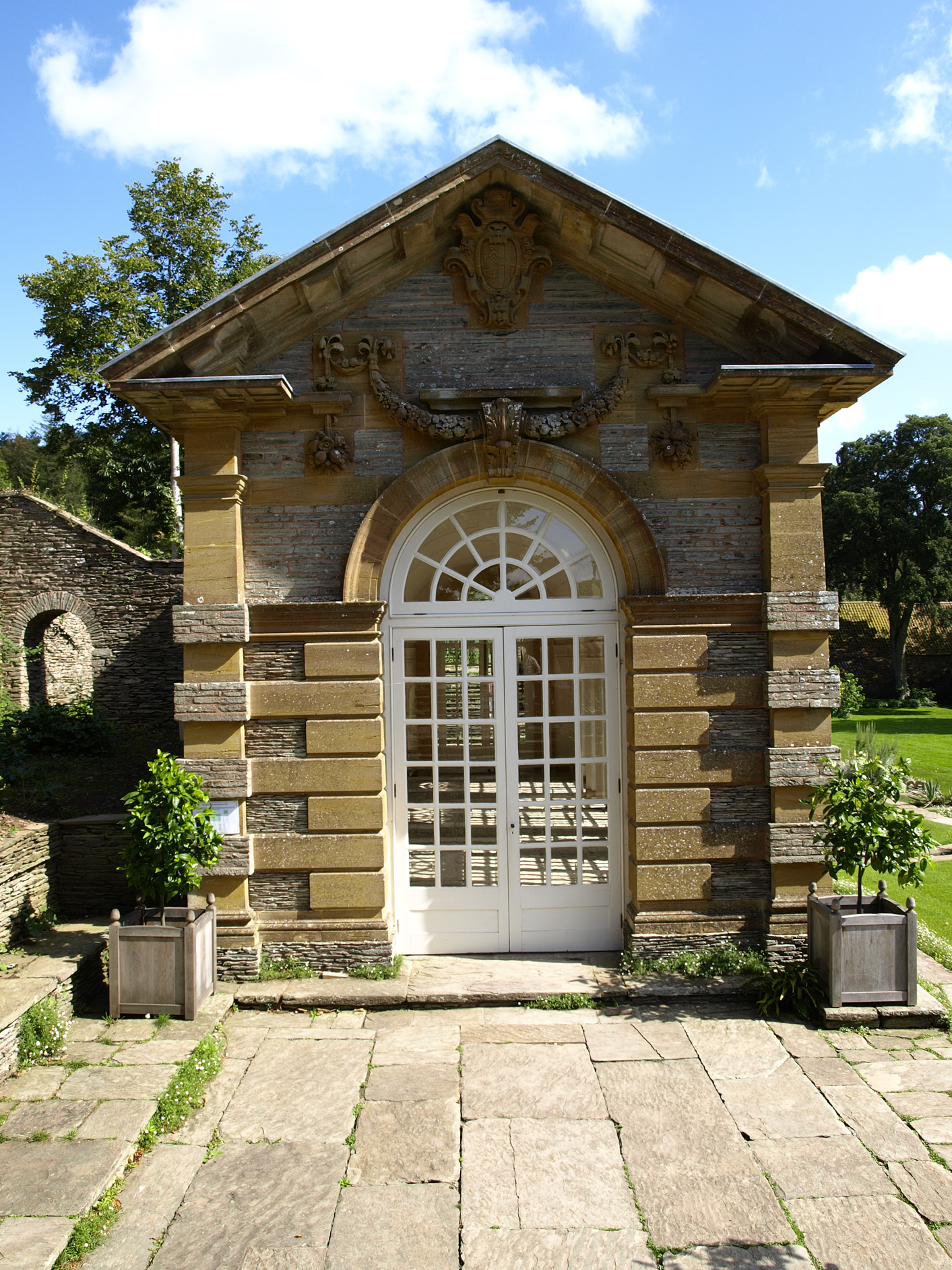
Orangerie im südlichen Gartenteil

Für die Bauplanung, die architektonischen Elemente des formalen Gartens sowie die Auswahl und Verwendung der dafür benötigten Bauelemente und -stoffe war Edward Lutyens alleine verantwortlich. Aufgrund der Nichteinbeziehung des Herrenhauses plante er den Garten perspektivisch vom Haus wegstrebend. Der Blick des Besuchers sollte also von dem eher unauffälligen Haus wegführen. Dazu bezog Lutyen die natürliche Umgebung von Hestercombe House und vor allem das sich anbietende Panorama der südwestenglischen Landschaft ein. Der Besucher sollte den Garten als vielfältig gestalteten Raum erfahren.
So entstand ein formaler Garten, bei dem sich Lutyens von stilistischen Gartenelementen verschiedener Epochen inspirieren ließ. Das Konzept der quadratisch geometrisch gegliederten Grundfläche mit seitlich begrenzenden und höher liegenden Terrassen wurde beispielsweise bereits im 16. und 17. Jahrhundert verwendet. Der erhöht liegende Dutch Garden wird in der heutigen Betrachtung des Gartens als Reminiszenz an den niederländischen Einfluss auf englische Tudor-Gärten interpretiert. Die ebenfalls seitlich vom Hauptparterre liegende Orangerie wiederum ist in ihrem Baustil ebenfalls historisierend und kopiert bewusst den Baustil Christopher Wrens. Besonderen Wert legte Lutyens auch auf die Blickachsenbeziehung in den einzelnen Gartenarealen, die bereits bei italienischen Vorbildern der Renaissancezeit wie beispielsweise der Villa Lante zu finden sind. Die vorhandenen Wasserbecken und -kanäle erinnern wiederum an Gartenkonzepte des typischen Architekturgartens des 19. Jahrhunderts.
Solchermaßen inspiriert und eigene Ideen weiter ausbauend bevorzugte Lutyens bei der Anlage der Gartenflächen geometrische Strukturen, die sich vielfach abwechselten. So finden sich in Hestercombe Gardens zahlreiche Ebenenwechsel mit Treppenauf- und -abgängen, Orientierungsachsen, Pergolen, Aussichtspunkte (so genannte „Vistas“) sowie Wasserbecken und Wasserkanäle. Lutyens achtete streng darauf, dass die Architektur dem Garten selbst dient und ihn nicht dominiert. Überall wurden bewusst Verbindungen zwischen Stein und Pflanze geplant, so beispielsweise beim Bewuchs der großen Terrassenstützmauern der seitlichen Parterre.

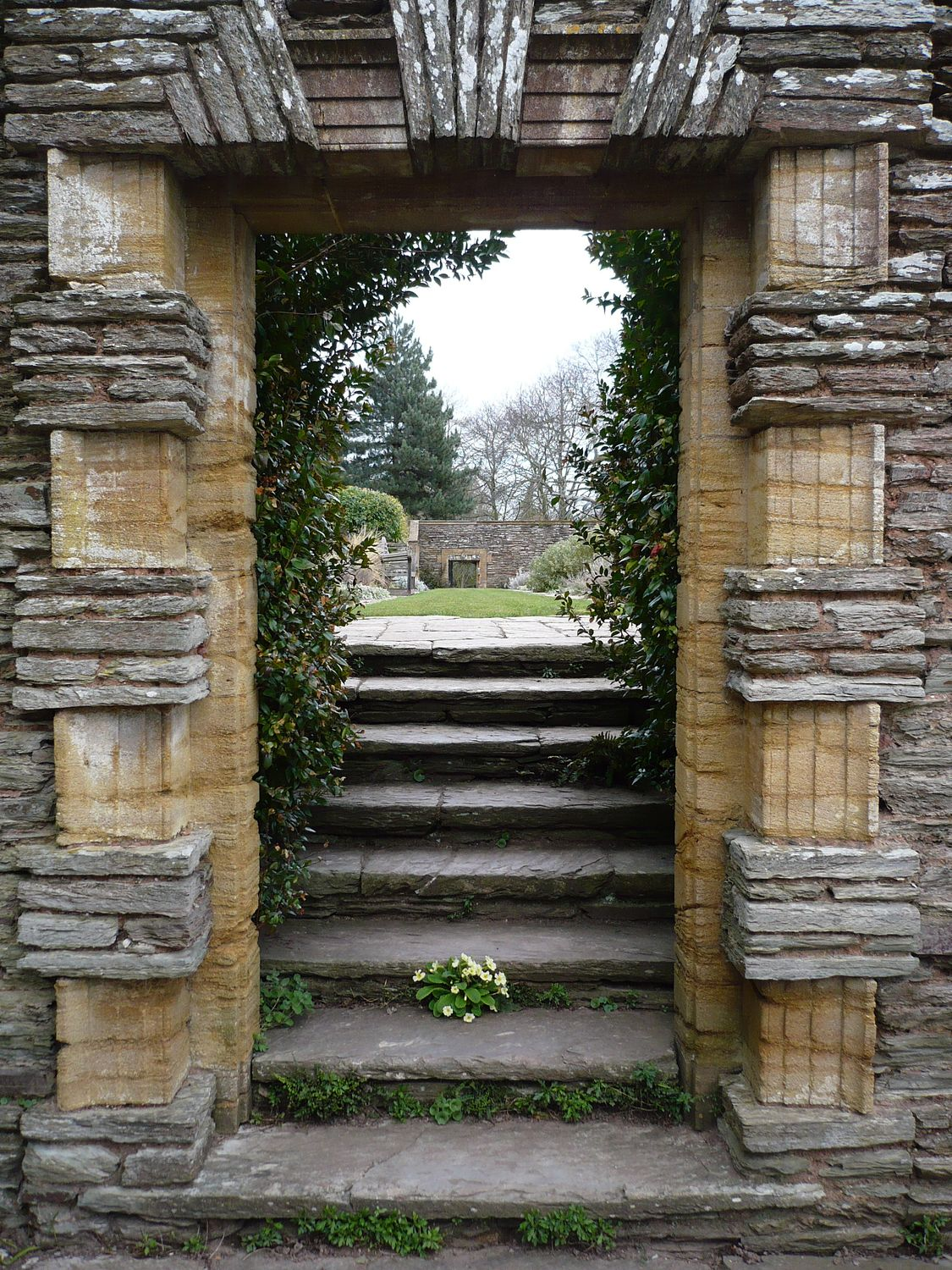
Durchgangstür mit verschiedenen Steinmaterialien

Lutyens war bekannt dafür, dass er bei seinen architektonischen Planungen sehr auf das verwendete Material achtete. Gerne verwendete er dafür regional vorkommende Steinarten, so auch in dem formalen Garten von Hestercombe Gardens. Hier wurde in großem Maße der so genannte „Ham-Hill stone“, eine warme sandfarbene Sandsteinart, verwendet. Aus diesem Sandstein wurden vorwiegend Nischen, Balustraden, Treppengeländer und auch die Orangerie als Großbau gebaut. Lokal vorkommender Schiefer (heimischer Lias, Morte genannt) wurde in größerem Umfang vor allem für Mauern, Steinplatten, Stufenanlagen oder Wasserbecken verwendet. Lutyens griff hier das Prinzip der aus Schiefersteinen geschichteten Trockenmauer auf, die regional in Südwestengland häufig vorkommt. Mauern dieser Art ließen sich ohne größere Umstände großflächig bepflanzen, ein Umstand, den Jekyll nutzte, um die immer wieder anzutreffende Verbindung zwischen Pflanze und Architektur weiter auszubauen. Auch die große Pergola wurde aus Schiefer gebaut. Die sich abwechselnden quadratischen und runden Säulen wurden aus gleichmäßig dünnen Natursteinen geschichtet. Als weiteres gestalterisches Element wurde das verwendete Baumaterial unterschiedlich verarbeitet und verwendet, so als Bruchstein, fein geschnitten oder geschliffen.
Lutyens sorgte durch die Verwendung heimischer Steinarten in abwechselnder Form und Farbe für eine gewisse Rustikalität. Dies war für Gartenanlagen der frühen edwardianischen Zeit nicht typisch, zeigt aber deutlich den Einfluss der Arts-and-Craft-Bewegung auf ihn.

## Zusammenarbeit von Gertrude Jekyll und Sir Edwin Lutyens
Die produktive Zusammenarbeit der Gärtnerin (wie sie sich selbst nannte) Gertrud Jekyll mit dem deutlich jüngeren Architekten Edward Lutyens begann 1896 und dauerte bis 1912. In dieser Zeit entwarfen sie zusammen um die 100 Gärten. Bei ihrer Zusammenarbeit entwarf Lutyens das Gebäude, konzipierte die räumliche Ordnung des Gartens und plante die baulichen Details. Jekyll war für die Pflanzpläne zuständig und kontrollierte abschließend das Gesamtbild von Architektur und Pflanze.

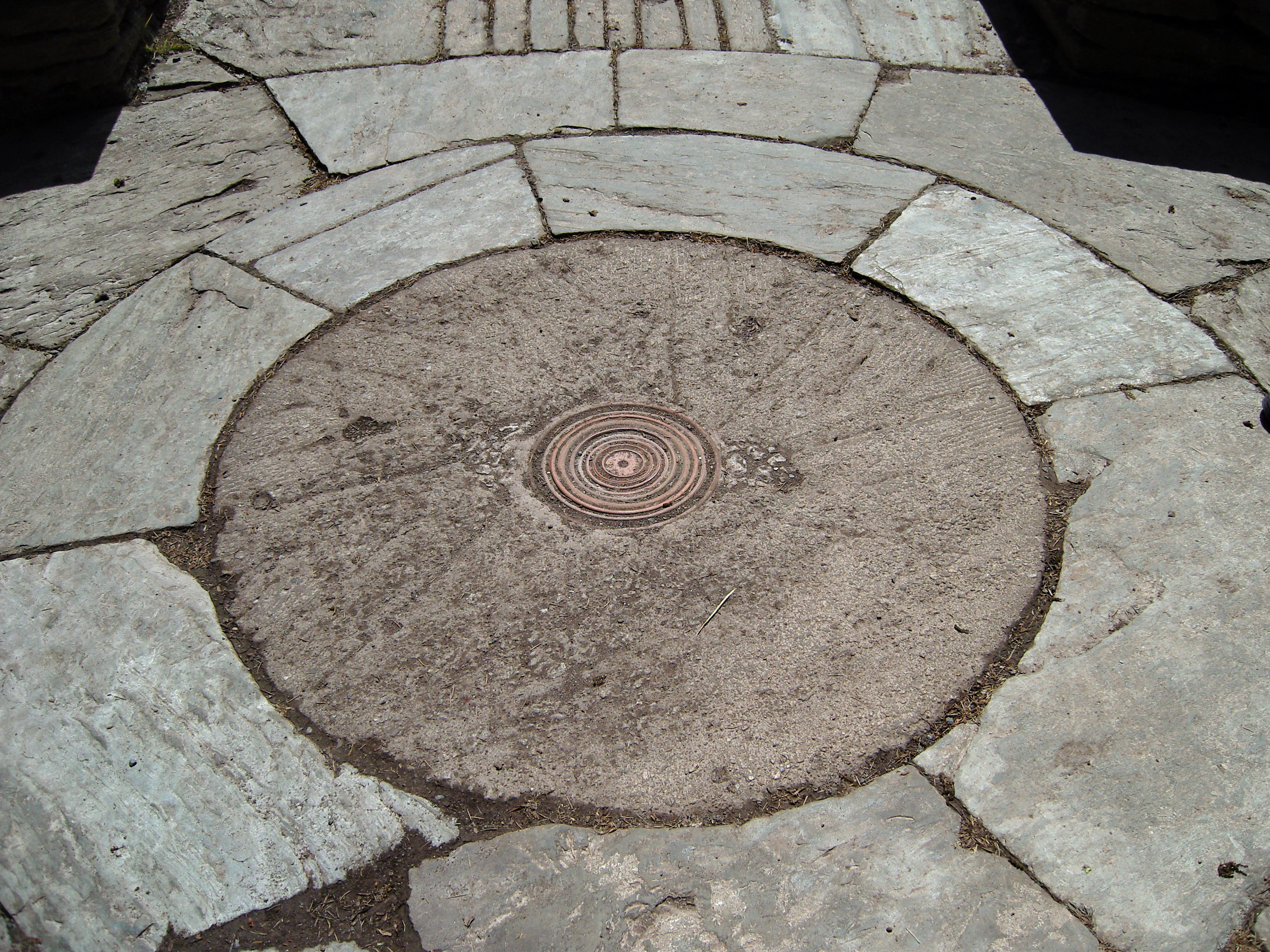
Pflasterung mit verschieden großen Blumentöpfen in der Mitte

Typisch für diese Zusammenarbeit war dabei die Synthese von Formalismus und Architektur mit dem Naturalismus und der Natur mittels der fein abgestimmten Auswahl der Pflanzen. Lutyens stellte das formale Rückgrat der Anlage bereit und sorgte für eine harmonische Verklammerung von Haus und Freifläche. Jekyll ergänzte dies durch in Farbe und Textur abgestimmte Rabattenkompositionen. Es besteht in Fachkreisen Einigkeit darüber, dass Jekylls Wirken dem gartenarchitektonischen Element der Staudenrabatten dank der Kombination von gärtnerischem Wissen und künstlerischem Anspruch zu neuem Ansehen verholfen hat. Mit ihren jeweiligen Fähigkeiten und deren Kombination entwickelten Jekyll und Lutyens Gartenanlagen, deren typischer Stil die Aufgliederung der Anlage in Abteilungen und Räume, die Konzeption von Blickachsen sowie das Vorhandensein unterschiedlicher Ebenen war. Kunstvolle Treppen und Pflasterungen, das häufige Verwenden von Material der jeweiligen Region, das Element Wasser sowie die immer mit den jeweiligen Gegebenheiten korrespondierende Bepflanzung waren ebenfalls typisch.
Der formale Garten von Hestercombe Gardens war das erste größere Gartenprojekt von Jekyll und Lutyens, das in diesem Stil entstand. Beide erlangten im Rahmen ihrer Zusammenarbeit schnell einen gewissen Grad der Bekanntheit in englischen Landadelskreisen, wobei der als Architekt bis dahin eher unbekannten Lutyens von Jekylls guten Kontakten profitierte. Um 1900 war die Aussage „A Lutyens House with a Jekyll garden“ der Inbegriff feinsten englischen Lebensstils. Die bekannte englische Gartenschriftstellerin Penelope Hobhouse schreibt dazu:

„Die Zusammenarbeit zwischen dem Architekten Edwin Lutyens und der Gärtnerin Gertrude Jekyll wurde für eine Generation, die am Rande des mit dem Ersten Weltkrieg drohenden Abgrunds stand, zum Inbegriff des guten Geschmacks und der Perfektion. Architektur und Pflanzstrategie schufen gemeinsam ästhetische und gartenbauliche Werke, von denen wenige in ihrem ursprünglichen Zustand erhalten sind, deren Einfluss aber in zahllosen Gärten nachwirkt.“

## Beurteilung von Hestercombe Gardens in Gartenarchitektur und -historie

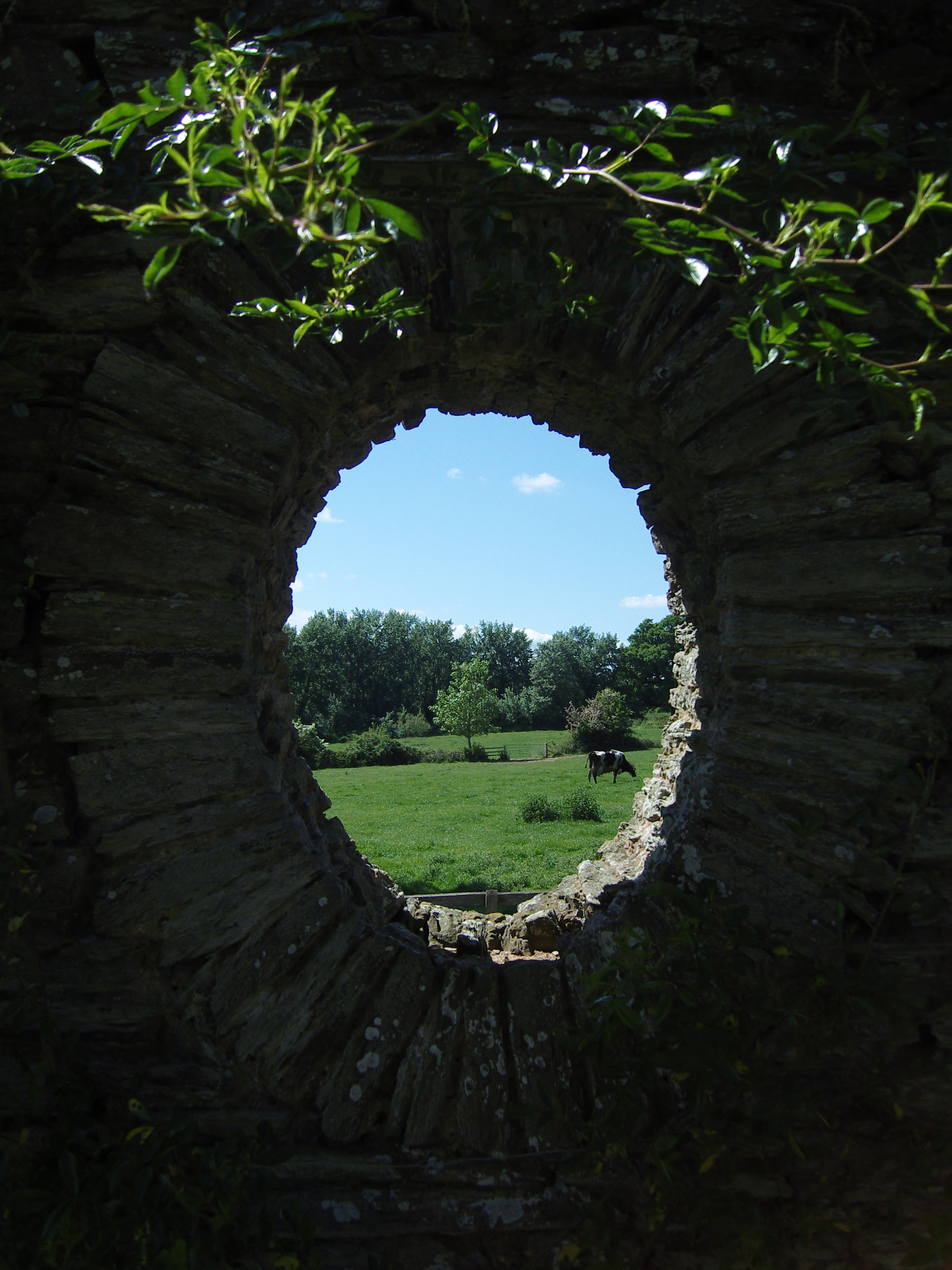
Ovale Aussparung in einer Mauer mit Blick auf die umgebende Landschaft

Führende Gartenarchitekten und -historiker sehen den formalen Garten von Hestercombe Gardens heute noch als herausragendes Beispiel und Meisterwerk der langjährigen Zusammenarbeit von Gertrud Jekyll und Edward Lutyens an. Die Kombination von formal gestalteten Anlagen als „strukturelles Prinzip“ mit üppiger nichtformaler Bepflanzung als typisch „dekoratives Prinzip“ erreichte hier ihren künstlerischen Höhepunkt. Hestercombe Gardens gilt auch als Beispiel dafür, „… daß der Architekt sich sehr wohl im Einklang mit der Natur befinden kann, daß ein formaler Garten Bestandteil der Landschaft sein kann.“
Gleichzeitig ist Hestercombe Gardens eine wichtige zeitgenössische Manifestierung der damals populär werdenden Arts and Craft-Bewegung. Sowohl Lutyens als auch Jekyll sympathisierten in vielfältiger Weise mit dieser sowohl gesellschaftlichen wie auch künstlerischen Strömung. Wichtige Prinzipien der Bewegung wie Naturverbundenheit und solides Handwerk oder der Materialgerechtigkeit bei der Auswahl der Baumittel wurden hier konsequent umgesetzt. So lautet auch eine Beurteilung von Hestercombe Gardens: „Der Reiz von Hestercombe liegt in der subtilen Verknüpfung der unterschiedlichen Ebenen, den wechselnden Aussichtspunkten und vor allem in der harmonischen Auswahl von Bepflanzung und Baumaterial.“
In der Entwicklung der Gartenkunst in England ist Hestercombe Gardens ein wichtiger Meilenstein und gehört folgerichtig auch zu den wichtigsten denkmalgeschützten Gärten des 20. Jahrhunderts. Er zeigt die Abkehr vom viktorianischen Repräsentationsgarten mit seinen Teppichbeeten und historisierenden Elementen und dem weitläufigen englischen Landschaftsgarten hin zum Architekturgarten. Aspekte des natürlichen Pflanzenwuchses wurden wieder wichtiger. Letztendlich prägte auch Hestercombe Gardens bei vielen Gartenliebhabern das typische Bild eines üppig bepflanzten englischen Landhausgartens, der in dieser Form typisch für das ländliche England ist.

## Auszeichnungen
Die Gartenanlage wurde 2016 mit dem Europäischen Gartenpreis in der Kategorie   „Beste Weiterentwicklung eines historischen Parks oder Gartens“ ausgezeichnet.